# Treron affinis
Il piccione verde frontegrigia (Treron affinis Jerdon, 1840) è un uccello della famiglia dei Columbidi diffuso nell'India sud-occidentale.